# Johanna Schnarf
Johanna Schnarf detta Hanna (Bressanone, 16 settembre 1984) è un'ex sciatrice alpina italiana.

## Biografia
Residente a Valdaora e tesserata per il gruppo sportivo Fiamme gialle, era specialista della combinata e delle prove veloci.

### Stagioni 2000-2008
Ha esordito nel Circo bianco nel dicembre del 1999, quando iniziò a partecipare a gare FIS, e in Coppa Europa il 22 febbraio 2001 a Ravascletto, senza concludere uno slalom speciale. Nel 2003 e nel 2004 ha preso parte ai Mondiali juniores, senza conseguire risultati di rilievo. Ha debuttato in Coppa del Mondo il 5 dicembre 2004 nel supergigante di Lake Louise, non portando a termine la prova.
Nel 2006 in Coppa Europa ha colto il primo podio, il 12 gennaio a Sankt Moritz (2ª in discesa libera), e l'unica vittoria, il 17 gennaio a Haus (ancora in discesa libera). Pur condizionata da molti infortuni, la Schnarf ha dimostrato di poter essere competitiva ad alti livelli iniziando a ottenere i suoi primi piazzamenti tra le prime dieci. Ai Mondiali di Åre 2007, sua prima presenza iridata, è stata 17ª sia nel supergigante sia nella supercombinata.

### Stagioni 2009-2014
Ai Mondiali di Val-d'Isère 2009 ha ottenuto il 6º posto nella prova di supercombinata e l'11 marzo dello stesso anno è salita per l'ultima volta sul podio in Coppa Europa, a Crans-Montana in discesa libera (2ª). Ai XXI Giochi olimpici invernali di Vancouver 2010 è stata convocata al posto dell'infortunata Nadia Fanchini: in quel suo esordio olimpico ha conquistato il 22º posto nella discesa libera, l'8º nella supercombinata e il 4º, a undici centesimi dal podio, nel supergigante. Nella prima gara in Coppa del Mondo dopo la rassegna a cinque cerchi ha ottenuto il suo primo podio nel circuito giungendo 2ª nella discesa libera di Crans-Montana del 6 marzo, staccata di un centesimo dalla vincitrice Lindsey Vonn.
Nel 2011 ai Mondiali di Garmisch-Partenkirchen è stata 21ª nella discesa libera, 23ª nel supergigante e 8ª nella supercombinata. Lontana dalle gare per infortunio dal settembre 2012, è rientrata in Coppa del Mondo il 6 dicembre 2013 a Lake Louise, senza tuttavia ottenere risultati di rilievo in tutta la stagione 2013-2014 (miglior piazzamento un 13º posto).

### Stagioni 2015-2018

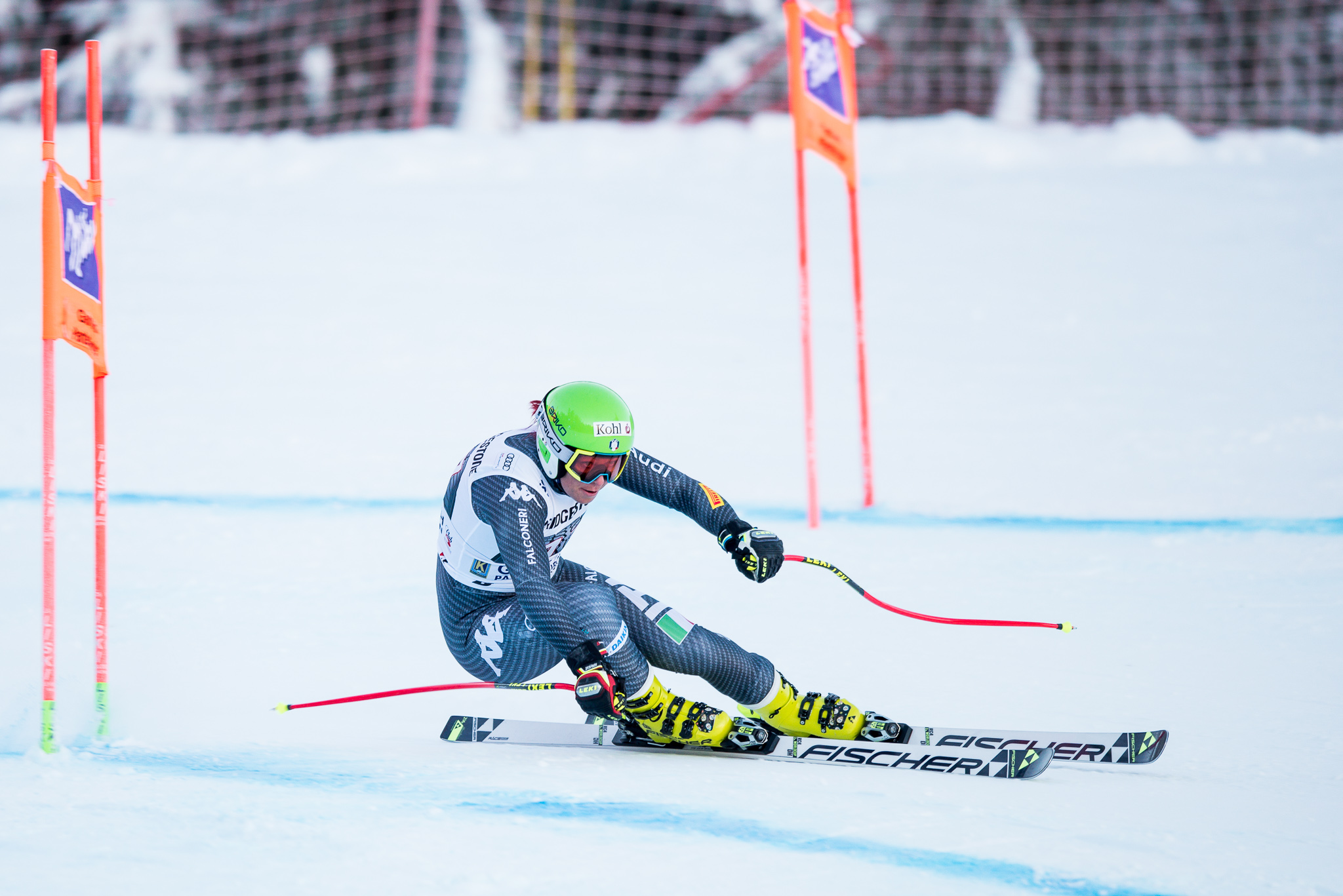
Johanna Schnarf in gara a Garmisch-Partenkirchen nel 2017

Ai Mondiali di Vail/Beaver Creek 2015 si è classificata 28ª nella discesa libera e non ha concluso la combinata; due anni dopo ai Mondiali di Sankt Moritz 2017 è stata 22ª nella discesa libera. Il 21 gennaio 2018 ha ottenuto il secondo e ultimo podio in Coppa del Mondo, a Cortina d'Ampezzo in supergigante (2ª), e ai successivi XXIII Giochi olimpici invernali di Pyeongchang 2018, sua ultima presenza olimpica, si è classificata 5ª nel supergigante e non ha completato la combinata.
Inattiva dal marzo di quello stesso anno a causa di numerosi infortuni, ha annunciato il ritiro il 2 aprile 2020; la sua ultima gara in Coppa del Mondo è rimasta così il supergigante di Åre del 15 marzo 2018 (21ª), mentre l'ultima in carriera è stata lo slalom speciale dei Mondiali militari 2018, disputato il 29 marzo successivo a Pampeago e chiuso dalla Schnarf al 7º posto.

## Palmarès

### Coppa del Mondo
- Miglior piazzamento in classifica generale: 20ª nel 2018
- 2 podi (1 in discesa libera, 1 in supergigante):
  - 2 secondi posti

### Coppa Europa
- Miglior piazzamento in classifica generale: 17ª nel 2006
- 5 podi:
  - 1 vittoria
  - 4 secondi posti

#### Coppa Europa - vittorie
| Data            | Località | Paese   | Specialità |
| --------------- | -------- | ------- | ---------- |
| 17 gennaio 2006 | Haus     | Austria | DH         |

Legenda:

DH = discesa libera

### South American Cup
- Miglior piazzamento in classifica generale: 24ª nel 2012
- 1 podio:
  - 1 secondo posto

### Campionati italiani
- 10 medaglie[7]:
  - 2 ori (discesa libera, combinata nel 2018)
  - 3 argenti (discesa libera nel 2010; combinata nel 2016; supergigante nel 2018)
  - 5 bronzi (supercombinata nel 2007; slalom speciale nel 2009; supergigante nel 2011; discesa libera, supergigante nel 2016)